# Pedro de Alvarado
Pedro de Alvarado y Contreras, också känd som Don Pedro de Alvarado och Tonatiuh (nahuatl för "sol") av den mexikanska befolkningen, född 1495 i Badajoz, Spanien, död den 4 juli 1541 i Guadalajara, Nya Spanien, var en spansk conquistador och guvernör av Guatemala, en av ledarna i den europeiska upptäckten och erövringen av Amerika.
de Alvarado var känd som en av de bästa soldaterna bland conquistadorerna och också känd som en av dem som for hårdast fram mot urbefolkningen. Hans fru, Beatriz de la Cueva de Ubeda, blev guvernör efter hans död, men dog i september 1541 under utbrottet av vulkanen "de Agua" i Guatemala.

## Biografi
de Alvarado begav sig till den karibiska ön Hispaniola 1510. Han hade en post i Juan de Grijalvas expedition, som sändes ut från Kuba till Yucatán våren 1518, och han kom tillbaka efter några månader med nyheterna om rikedomarna i Moctezuma II:s rike. 
I februari 1519 följde han, som chefslöjtnant och andre befälhavare efter Hernán Cortés, med i expeditionen som skulle erövra Mexiko.
de Alvarado utsågs till chef för ett av de elva fartygen i flottan. Han tjänstgjorde som Cortés förste officer vid ockupationen av den aztekiska staden Tenochtitlán. Han lämnades kvar som befälhavare i Tenochtitlán, då Hernán Cortes tvingades konfrontera Pánfilo de Narváez. Då spanjorerna delvis måste dra sig tillbaka under det mexikanska upproret, ledde de Alvarado den bakre delen av retireringstruppen (1 juli 1520 – La Noche Triste, "sorgenatten"). Med hjälp av sitt spjut tvingades han rädda sig över en vallgrav och hans långa hopp Salto de Alvarado blev berömt bland männen i hären.
Han skickades ut av Hernán Cortés med 120 män till häst, 300 fotsoldater och flera hundra allierade indianska styrkor i följe (Cholula- och Tlaxcaltec-folken), och erövrade höglandet i Guatemala under perioden 1523 till 1527. 
Först var de Alvarado allierad med Cakchiquiel-folket i kampen mot deras rivaler Quiché-folket, men hans hårda framfart väckte förakt hos Cakchiquiel-indianerna och han fick använda flera år för att slå ned motståndet i regionen. Pedro de Alvarado ledde det första spanska försöket att utvidga det erövrade området till det vi idag känner som El Salvador i juni 1524. Den spanska framstöten möttes med kraftigt motstånd från Pipil-indianarerna och deras maya-språktalade grannar. De leddes av en krigsherre som i folktraditionen kallas för Atlacatl. Pipil-folket och deras allierade vann över spanjorerna och tvingade dem att dra sig tillbaka till Guatemala. Två påföljande expeditioner erfordrades – den första 1525 och en mindre 1528 – för att få Pipil-indianarerna under spansk kontroll. de Alvarado blev sedan utnämnd till guvernör av Guatemala av Karl den V av Spanien (på spanska Carlos I) och blev kvar som guvernör i Guatemala tills han dog. 
År 1534 fick de Alvarado höra historier om rikedomarna i Peru, och detta fick honom att börja en expedition söderöver till Anderna för att erövra provinsen Quito. När han kom fram fann han att området redan var under kontroll av Francisco Pizarros löjtnant Sebastian de Belalcazar. De två expeditionsstyrkorna råkade nästan i strid, men de Alvarado överlämnade det mesta av sina skepp, hästar och ammunition, plus merparten av sina män, för en jämförelsevis blygsam summa pengar och de Alvarado återvände till Guatemala. Han var gift med Beatriz de la Cueva de Alvarado, som efterträdde honom som guvernör.